# Rhodamnia novoguineensis
Rhodamnia novoguineensis är en myrtenväxtart som beskrevs av Andrew John Scott. Rhodamnia novoguineensis ingår i släktet Rhodamnia och familjen myrtenväxter. Inga underarter finns listade i Catalogue of Life.